# Edward James McShane
Edward James McShane (Nova Orleães, 10 de maio de 1904 – Charlottesville, 1 de junho de 1989) foi um matemático estadunidense, conhecido por seus avanços em cálculo de variações, teoria da integração, cálculo estocástico e balística exterior.

Seu nome é associado com o teorema da extensão de McShane–Whitney.
McShane foi professor de matemática da Universidade de Virgínia, presidente da American Mathematical Society, presidente da Mathematical Association of America, membro do National Science Board e membro da Academia Nacional de Ciências dos Estados Unidos.

## Vida e carreira
McShane nasceu e cresceu em Nova Orleães. Obteve graus de bacharel em engenharia e ciências na Universidade Tulane em 1925, seguido de um grau de M.S. em Tulane em 1927. McShane obteve um Ph.D. em matemática na Universidade de Chicago. Foi professor da Universidade de Virgínia por 39 anos até aposentar-se em 1974. McShane morreu de insuficiência cardíaca congestiva no hospital da Universidade da Virgínia.